# Mistrovství světa ve sportovním lezení 2014
Mistrovství světa ve sportovním lezení 2014 (anglicky: IFSC Climbing World Championship, francouzsky: Championnats du monde d'escalade, italsky: Campionato del mondo di arrampicata, německy: Kletterweltmeisterschaft) se uskutečnilo jako třináctý ročník ve dvou evropských městech, pod hlavičkou Mezinárodní federace sportovního lezení (IFSC). 21.-23. srpna v Mnichově jako Mistrovství světa v boulderingu a 8.-14. září v Gijónu jako Mistrovství světa ve sportovním (lezení na obtížnost a rychlost), potřetí v Německu a podruhé ve Španělsku.

## Průběh závodů

### Češi na MS
Adam Ondra se stal prvním Mistrem světa ve dvou disciplínách současně během jednoho roku, v lezení na obtížnost i v boulderingu.

### Výsledky mužů a žen
| obtížnost                   | obtížnost           | rychlost                     | rychlost                | bouldering                  | bouldering               |
| --------------------------- | ------------------- | ---------------------------- | ----------------------- | --------------------------- | ------------------------ |
| muži                        | ženy                | muži                         | ženy                    | muži                        | ženy                     |
| 1. Adam Ondra               | 1. Kim Ča-in        | 1. Danyjil Boldyrev          | 1. Alina Gajdamakinová  | 1. Adam Ondra               | 1. Juliane Wurmová       |
| 2. Ramón Julián Puigblanque | 2. Mina Markovič    | 2. Stanislav Kokorin         | 2. Klaudia Buczek       | 2. Jernej Kruder            | 2. Alex Puccio           |
| 3. Sači Amma                | 3. Magdalena Röck   | 3. Reza Alipourshenazandifar | 3. Aleksandra Rudzińska | 3. Jan Hojer                | 3. Akijo Noguči          |
|                             |                     |                              |                         |                             |                          |
| 4. Domen Škofic             | 4. Hélène Janicot   | 4. Jevgenij Vajcechovskij    | 4. Edyta Ropek          | 4. Guillaume Glairon Mondet | 4. Shauna Coxsey         |
| 5. Jakob Schubert           | 5. Maja Vidmar      | 5. Marcin Dzieński           | 5. Marija Krasavinová   | 5. Dmitrij Šarafutdinov     | 5. Mélissa Le Nevé       |
| 6. Sean McColl              | 6. Anak Verhoeven   | 6. Leonardo Gontero          | 6. Darja Kanová         | 6. Hori Tsukuru             | 6. Michaela Tracy        |
| 7. Romain Desgranges        | 7. Juka Kobajašiová | 7. Bassa Mawem               | 7. Anna Cyganovová      | —                           | —                        |
| 8. Gautier Supper           | 8. Charlotte Durif  | 8. Libor Hroza               | 8. Julija Kaplinová     | —                           | —                        |
|                             |                     |                              |                         |                             |                          |
| 46. Tomáš Binter            | 23. Iva Vejmolová   | 31. Petr Burian              | —                       | 15.—16. Martin Stráník      | 47.—48. Petra Růžičková  |
| 57. Martin Jech             | 34. Edita Vopatová  | —                            | —                       | 53.—54. Štěpán Stráník      | 51.—52. Silvie Rajfová   |
| 58.—60. Jan Jeliga          | 36. Eliška Vlčková  | —                            | —                       | 69.—70. Jan Chvála          | 53.—54 Dominika Dupalová |
| —                           | —                   | —                            | —                       | 100. Petr Handlíř           | 77.—80. Nelly Kudrová    |
| 8 finalistů                 | 8 finalistek        | 8/4 finalistů                | 8/4 finalistek          | 6 finalistů                 | 6 finalistek             |
| 25 semifinalistů            | 25 semifinalistek   | 16 semifinalistů             | 16 semifinalistek       | 20 semifinalistů            | 20 semifinalistek        |
| 74 mužů                     | 49 žen              | 38 mužů                      | 35 žen                  | 112 mužů                    | 80 žen                   |

### Čeští Mistři a medailisté
| Disciplína | Lezec/lezkyně | Zlato         | Stříbro | Bronz |
| ---------- | ------------- | ------------- | ------- | ----- |
| Obtížnost  | Adam Ondra    | Zlatá medaile |         |       |
| Bouldering | Adam Ondra    | Zlatá medaile |         |       |

### Medaile podle zemí
| pořadí | stát        | Zlatá medaile | Stříbrná medaile | Bronzová medaile | celkem |
| ------ | ----------- | ------------- | ---------------- | ---------------- | ------ |
| 1.     | Česko       | 2             | 0                | 0                | 2      |
| 2.     | Rusko       | 1             | 1                | 0                | 2      |
| 3.     | Německo     | 1             | 0                | 1                | 2      |
| 4.     | Ukrajina    | 1             | 0                | 0                | 1      |
| 4.     | Jižní Korea | 1             | 0                | 0                | 1      |
| 6.     | Slovinsko   | 0             | 2                | 0                | 2      |
| 7.     | Polsko      | 0             | 1                | 1                | 2      |
| 8.     | Španělsko   | 0             | 1                | 0                | 1      |
| 8.     | USA         | 0             | 1                | 0                | 1      |
| 9.     | Japonsko    | 0             | 0                | 2                | 2      |
| 10.    | Írán        | 0             | 0                | 1                | 1      |
| 10.    | Rakousko    | 0             | 0                | 1                | 1      |

### Zúčastněné země
| 1.   | Česko              | Jižní Korea | Ukrajina    | Rusko      | Česko              | Německo            |
| 2.   | Španělsko          | Slovinsko   | Rusko       | Polsko     | Slovinsko          | USA                |
| 3.   | Japonsko           | Rakousko    | Írán        | Ukrajina   | Německo            | Japonsko           |
| 4.   | Slovinsko          | Francie     | Polsko      | Rakousko   | Francie            | Spojené království |
| 5.   | Rakousko           | Belgie      | Itálie      | Kazachstán | Rusko              | Francie            |
| 6.   | Kanada             | Japonsko    | Francie     | Francie    | Japonsko           | Švýcarsko          |
| 7.   | Francie            | Rusko       | Česko       | Indonésie  | Kanada             | Slovinsko          |
| 8.   | Itálie             | Švédsko     | Indonésie   | Írán       | Rakousko           | Belgie             |
| 9.   | Norsko             | Švýcarsko   | Čína        | Ekvádor    | Austrálie          | Rusko              |
| 10.  | Jižní Korea        | Itálie      | Ekvádor     | Švýcarsko  | Itálie             | Rakousko           |
| 11.  | Německo            | USA         | Kazachstán  | Kolumbie   | Nizozemsko         | Itálie             |
| 12.  | Rusko              | Nizozemsko  | Kanada      | Thajsko    | Švýcarsko          | Čínská Tchaj-pej   |
| 13.  | Ukrajina           | Ekvádor     | Německo     | Česko      | Švédsko            | Norsko             |
| 14.  | Spojené království | Česko       | Jižní Korea | Slovinsko  | Irsko              | Ukrajina           |
| 15.  | USA                | Ukrajina    | Indie       | —          | Norsko             | Jižní Korea        |
| 16.  | Írán               | Čína        | Kolumbie    | —          | USA                | Kanada             |
| 17.  | Portugalsko        | Izrael      | Španělsko   | —          | Polsko             | Nizozemsko         |
| 18.  | Čína               | Norsko      | Slovinsko   | —          | Jižní Korea        | Izrael             |
| 19.  | Chile              | Írán        | Norsko      | —          | Ukrajina           | Lotyšsko           |
| 20.  | Kazachstán         | Španělsko   | Peru        | —          | Lotyšsko           | Švédsko            |
| 21.  | Ekvádor            | Kolumbie    | USA         | —          | Spojené království | Polsko             |
| 22.  | Kolumbie           | Thajsko     | —           | —          | Španělsko          | Česko              |
| 23.  | Mexiko             | Kazachstán  | —           | —          | Írán               | Srbsko             |
| 24.  | Izrael             | Brazílie    | —           | —          | Mexiko             | Bělorusko          |
| 25.  | Belgie             | Turecko     | —           | —          | Litva              | Slovensko          |
| 26.  | Peru               | —           | —           | —          | Izrael             | Rumunsko           |
| 27.  | Indie              | —           | —           | —          | Chile              | Turecko            |
| 28.  | Jižní Afrika       | —           | —           | —          | Slovensko          | Dánsko             |
| 29.  | Turecko            | —           | —           | —          | Bulharsko          | Maďarsko           |
| 30.  | Nepál              | —           | —           | —          | Kolumbie           | Kolumbie           |
| 31.  | —                  | —           | —           | —          | Rumunsko           | Španělsko          |
| 32.  | —                  | —           | —           | —          | Hongkong           | Austrálie          |
| 33.  | —                  | —           | —           | —          | Dánsko             | Severní Makedonie  |
| 34.  | —                  | —           | —           | —          | Jižní Afrika       | —                  |
| 35.  | —                  | —           | —           | —          | Kazachstán         | —                  |
| 36.  | —                  | —           | —           | —          | Severní Makedonie  | —                  |
| 37.  | —                  | —           | —           | —          | Peru               | —                  |
| (52) | 30                 | 25          | 21          | 14         | 37                 | 33                 |